# Polski Związek Kręglarski

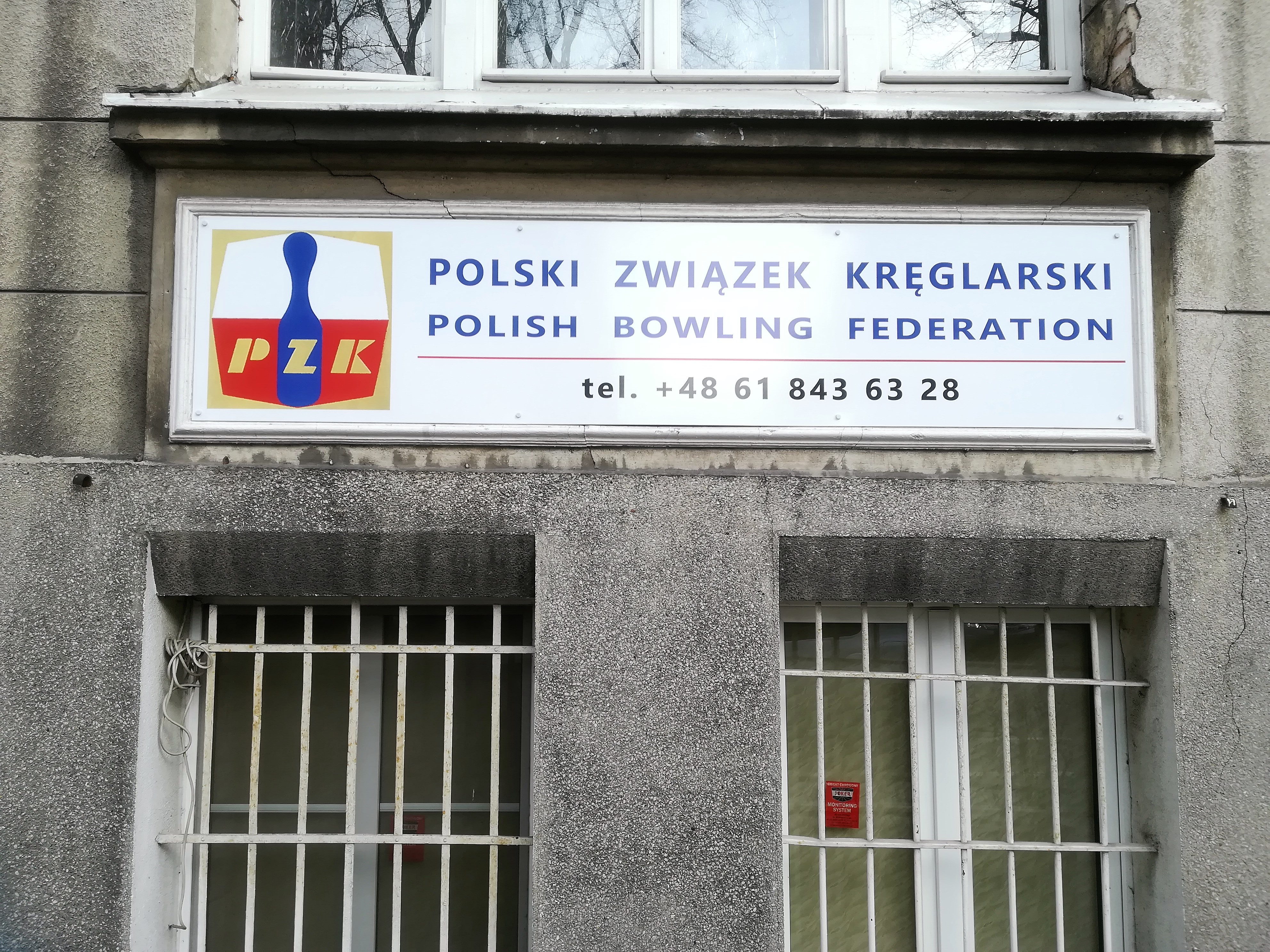
Siedziba w Poznaniu

Polski Związek Kręglarski (ang. Polish Ninepin and Tenpin Bowling Federation) – organizacja zrzeszająca polskich kręglarzy.
Polski Związek Kręglarski jest ogólnokrajowym związkiem sportowym w rozumieniu ustawy o kulturze fizycznej. Terenem działania PZK jest Rzeczpospolita Polska a siedzibą władz miasto Poznań. Związek posiada osobowość prawną i jest jedynym reprezentantem sportu kręglarskiego w kraju i za granicą. Związek jako osoba prawna działa zgodnie z ustawą – Prawo o stowarzyszeniach, ustawą o kulturze fizycznej, ustawą o sporcie kwalifikowanym, Statutem i stosuje się do postanowień „Karty Olimpijskiej” Międzynarodowego Komitetu Olimpijskiego. W zakresie swej działalności podlega nadzorowi Ministra Sportu i Turystyki.
Związek działa w zakresie kręglarstwa w odmianie dziewięciokręglowej (kręgle klasyczne i parkietowe) i dziesięciokręglowej (bowling) tworząc trzy sekcje specjalistyczne: kręglarstwo klasyczne, bowling sportowy oraz sekcję niepełnosprawnych (niewidomych i słabowidzących).
Polski Związek Kręglarski jest członkiem: Międzynarodowej Federacji Kręglarskiej – IBF i obydwu jego podfederacji – World Ninepin Bowling Association (WNBA) i World Tenpin Bowling Association (WTBA) oraz zrzeszony jest w ich sekcjach: Ninepin Bowling Classic (NBC), Ninepin Bowling National (NBN) oraz European Bowling Tenpin Federation (ETBF), a także Sekcja Niewidomych i Słabowidzących (NSiS). Związek jest również członkiem Polskiego Komitetu Olimpijskiego (PKOl) i Międzynarodowego Stowarzyszenie Sportowego dla Niewidomych (IBSA).